# اورکو گونزالس د زارات
اورکو گونزالس د زارات (انگلیسی: Urko González de Zárate؛ زادهٔ ۲۰ مارس ۲۰۰۱) بازیکن فوتبال است.
از باشگاه‌هایی که در آن بازی کرده‌است می‌توان به باشگاه فوتبال رئال سوسیداد اشاره کرد.